# 추이런

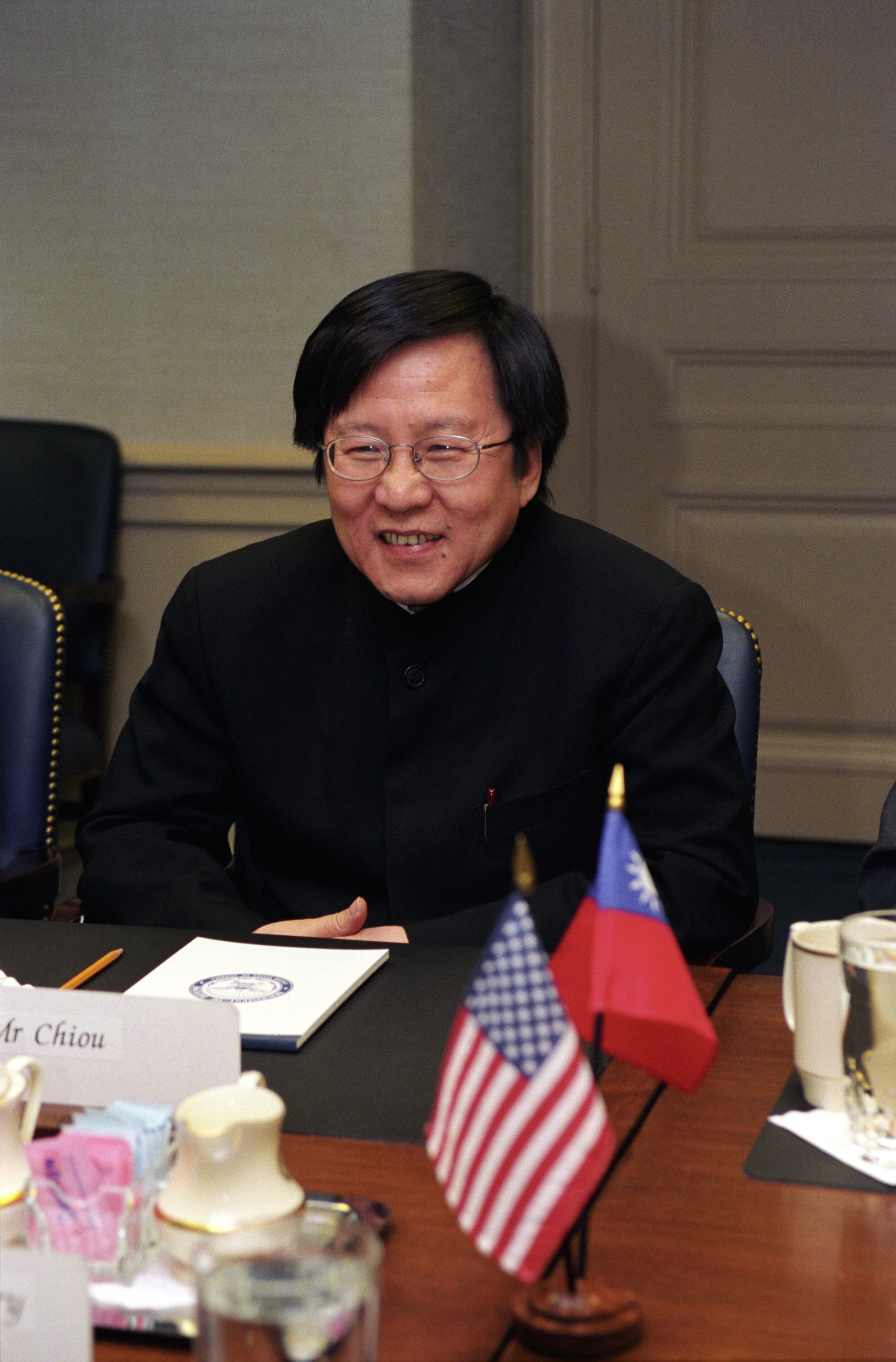
추이런

추이런(중국어: 邱義仁, 1950년 5월 9일 ~ )은 중화민국 타이난시에서 출생한 정치인, 민주진보당 창당인 중 하나이다. 민주진보당 비서장을 역임한 적이 있다. 천수이볜 정부 시기에 중화민국 행정원비서장, 총통부비서장, 중화민국 국가안전회의 비서장, 행정원부원장 등을 역임하여서 영원한 비서장이라는 별명을 얻었다. 현재 대만일본관계협회 회장이고 신경계문교기금회(新境界文教基金會) 집행장을 역임하고 있다.

## 같이 보기
- 민주진보당